# Karol Repašský
Karol Repašský (do roku 1941 Karol Repássy, 9. listopadu 1905 Richvald – 5. září 1944 Martin) byl slovenský důstojník, účastník Slovenského národního povstání a oběť druhé světové války.

## Život

### Před druhou světovou válkou
Karol Repássy se narodil 9. listopadu 1905 v Richvaldě na Bardejovsku v rodině rolníka Jána Repássyho a Zuzany, rozené Zámborské. Odmaturoval na čtyřletém učitelském ústavu, prezenční vojenskou službu v Československé armádě odsloužil mezi lety 1927 a 1929. Po jejím ukončení působil jako státní učitel.

### Druhá světová válka
V roce 1940 byl Karol Repássy aktivován do činné vojenské služby ve Slovenské armádě a to v hodnosti poručíka. Prodělal aplikační kurz pro důstojníky aktivované ze zálohy v Pezinku, poté působil na slovenském Ministerstvu národní obrany. V únoru 1941 byl nucen po nátlaku státních orgánů změnit si příjmení na Repašský. Od května téhož roku sloužil u pěšího pluku 6 v Prešově. Po napadení Sovětského svazu nacistickým Německem, kterého se zúčastnila i Slovenská armáda, byl 26. června 1941 odeslán na východní frontu jako velitel čety a posléze roty. Zúčastnil se mj. bojů o Rostov na Donu a následného postupu na Kavkaz. Turnus ukončil v prosinci 1942. K 1. březnu 1943 byl ustanoven velitelem záchytného střediska pro frontové vojáky v Žilině. Byl zasvěcen do příprav Slovenského národního povstání a po jeho vypuknutí převzal velení nad žilinskou posádkou. Následně se stal se velitelem pěšího praporu Repašský o síle tří set mužů, jehož úkolem bylo hájit obranné postavení v údolí Váhu jihozápadně od Žiliny. Před silou protivníka byl nucen vydat Žilinu a usadit se na dalším obranném postavení ve Strečnianském průsmyku konkrétně na jižním břehu Váhu. Dne 1. května byl těžce raněn střepinou miny do hlavy, byl odvezen do nemocnice v Martině, kde 5. září 1944 zemřel. Pohřben je ve společném hrobě obětí druhé světové války na povstaleckém hřbitově v městské části Martina Priekopa.

## Ocenění

### Vyznamenání
- 1942 Slovenská medaile Za hrdinství II. stupně
- 1942 Železný kříž II. stupně

### Posmrtná ocenění
- Karolu Repašskému byl v roce 1945 in memoriam udělen Československý válečný kříž 1939
- Karol Repašský byl v roce 1947 in memoriam povýšen do hodnosti štábního kapitána pěchoty a poté do hodnosti majora